# Campus Universitario Duques de Soria
El Campus Universitario Duques de Soria es un campus universitario localizado en la ciudad de Soria (España). Oferta estudios de grado y posgrado en ciencias sociales, humanidades, ingeniería y ciencias de la salud. Pertenece a la Universidad de Valladolid.

## Historia
Los antecedentes del actual campus están en el Colegio Universitario de Soria (CUS). La Ley 14/1970 de 4 de agosto permitió la creación del Colegio Universitario de Soria en 1972, para impartir el primer ciclo de las Licenciaturas de Medicina y Filosofía y Letras. Este centro, perteneció inicialmente al distrito universitario de Zaragoza y estableció su sede en las dependencias del Hospital de Santa Isabel, antiguo convento de San Francisco, uno de los centros de estudios más importantes de la historia universitaria de Soria. Con su creación también se integraron en la universidad las escuelas de maestros y enfermería, creadas en 1841 y 1964 respectivamente. En el curso académico 1984-85 se adscribió el Colegio Universitario de Soria a la Universidad de Valladolid, que adquiriría la condición de Integrado en 1987, desapareciendo como tal.
Con la construcción del Campus de los Pajaritos, se procedió al traslado de todas las escuelas y facultades que se hallaban dispersas en diferentes sedes en el curso académico 2005/2006. En 2008 pasaría a denominarse oficialmente Campus Universitario Duques de Soria. Situado al sur de Soria, se trata de un único edificio de usos múltiples todas las dependencias de la Universidad de Valladolid en Soria, a excepción de la Residencia Universitaria que se mantiene dentro del Convento de la Merced, en el centro de la ciudad. El hecho de que todos los estudiantes universitarios compartan un mismo espacio físico fomenta el intercambio de impresiones a la par que enriquece a los estudiantes, profesores y PAS al estar en contacto con otros compañeros.

## Información académica

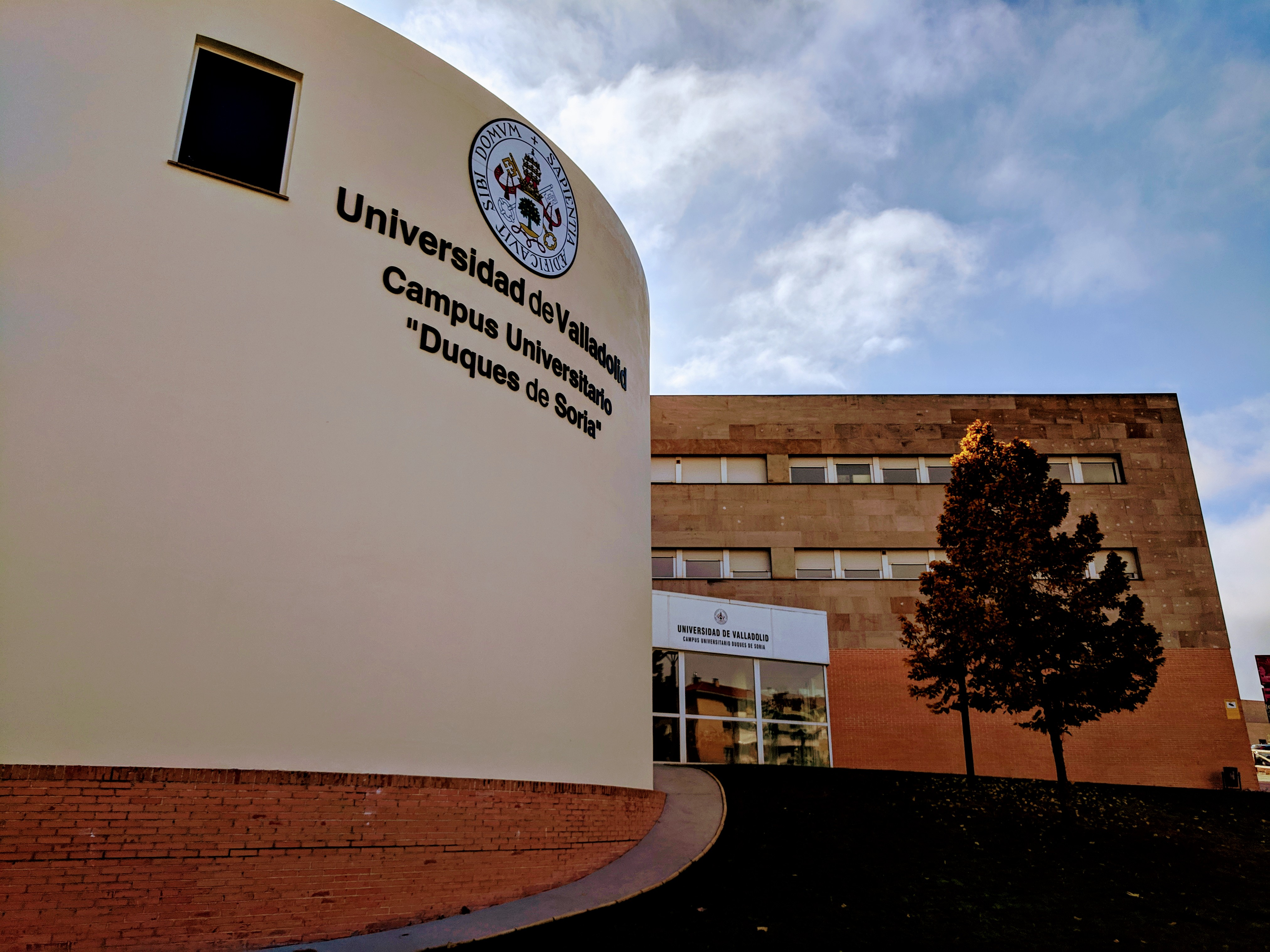
Entrada al Campus

### Organización
El Campus Duques de Soria está formado por 4 facultades y 1 escuela universitaria.

#### Facultad de Educación

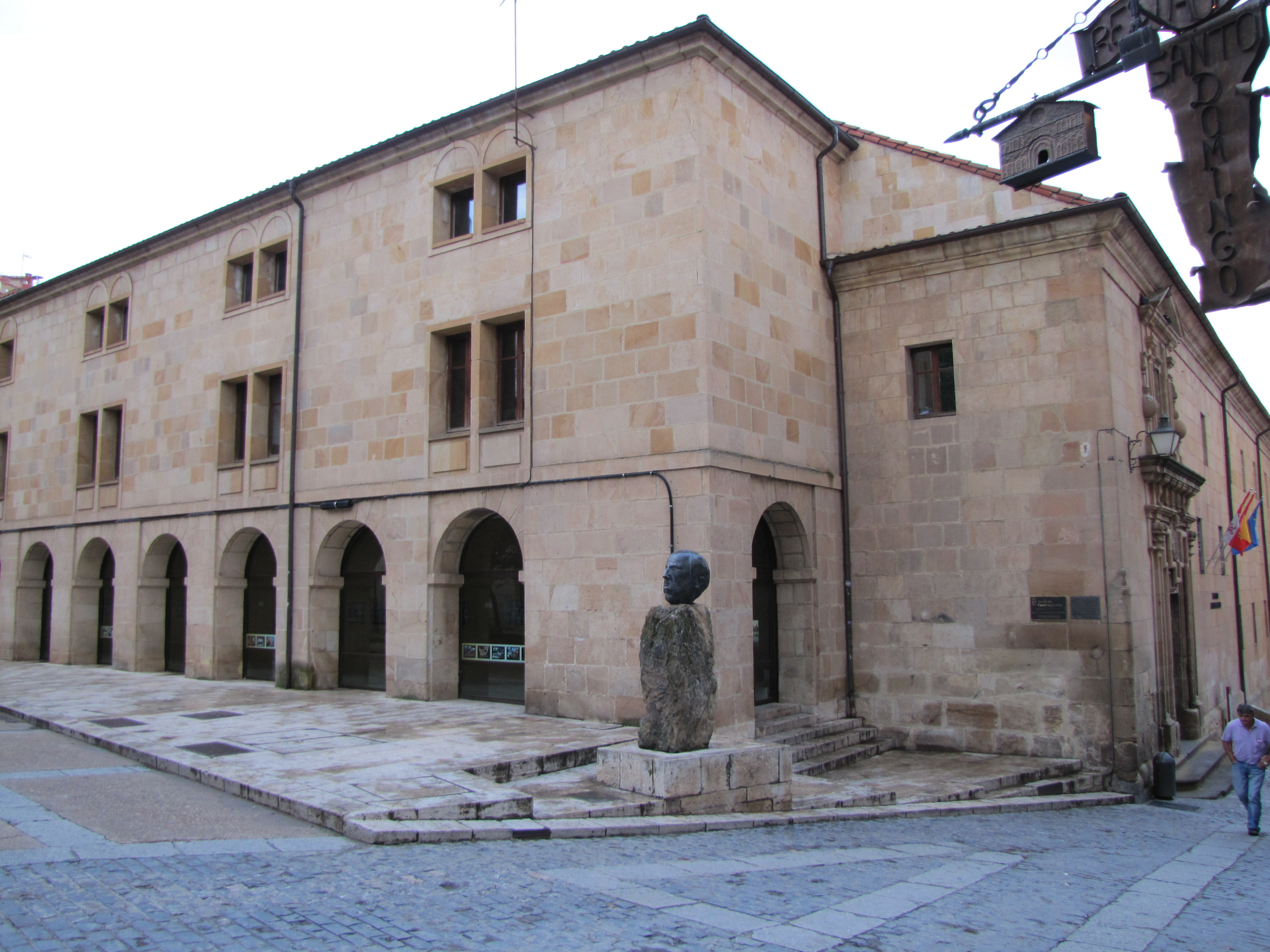
Fachada del Colegio de la Compañía de Jesús, primera sede de la Escuela Normal de Maestros.

La Escuela Normal de Maestros se fundó en 1841 teniendo su primera sede en el Colegio de a Compañía de Jesús. En el verano 1933 se trasladaron a un nuevo edificio construido para tal fin al final del Paseo del Espolón, lugar que ocuparían hasta 1963 en que debido a las obras de ensanche del paseo y derribo del edificio, pasaron a ocupar su sede definitiva en la Ronda de Eloy Sanz Villa antes de su traslado al campus. En el año 1972, la Escuela Normal de Maestros se integró en el Colegio Universitario de Soria como Escuela Universitaria de Profesorado de Enseñanza General Básica, actualmente denominada Escuela Universitaria de Educación. En el año 2014 la escuela universitaria se transformó en facultad.
- Escuela Universitaria de Educación

La Facultad de Ciencias de la Salud integra desde 2019 las anteriores facultades de Enfermería y Fisioterapia ofreciendo en la actualidad los estudios de Grado en Enfermería y Grado en Fisioterapia.
- La Escuela de Ayudantes técnicos sanitarios fue fundada en 1964[5] siendo impulsada por la Diputación Provincial de la mano del Doctor Juan Sala de Pablo y tomando como sede el Hospital Virgen del Mirón. En 1978 se integró en el Colegio Universitario de Soria como Escuela Universitaria de Enfermería y tras 50 años de actividad, se transformó en facultad en 2015.[6]

- La Escuela Universitaria de Fisioterapia  se creó en 1990, lo cual constituyó la primera transformación de los estudios del Colegio Universitario de Soria tras la integración en la Universidad de Valladolid, quedando extinguidos de forma progresiva los estudios de Medicina creados en 1972. Su sede fue el Colegio Universitario de Soria, antiguo convento de San Francisco, hasta el curso académico 2005/2006. En el año 2016 se transformó en Facultad.

#### Escuela de Ingenierías de la Industria Forestal, Agronómica y de la Bioenergía
La Escuela Universitaria de Ingenierías Agrarias se creó en 1990 con el título de Ingeniero Técnico Agrícola y la especialidad en  Explotaciones agropecuarias, y en 1995 se implantó la especialidad de Explotaciones forestales. Los estudios de Agrícolas que vieron nacer a la escuela universitaria se suprimieron en 2013 siendo sustituidos por Ingeniería Agroenergética.
- Escuela Universitaria de Ingenierías Agrarias

#### Facultad de Ciencias Empresariales y del Trabajo

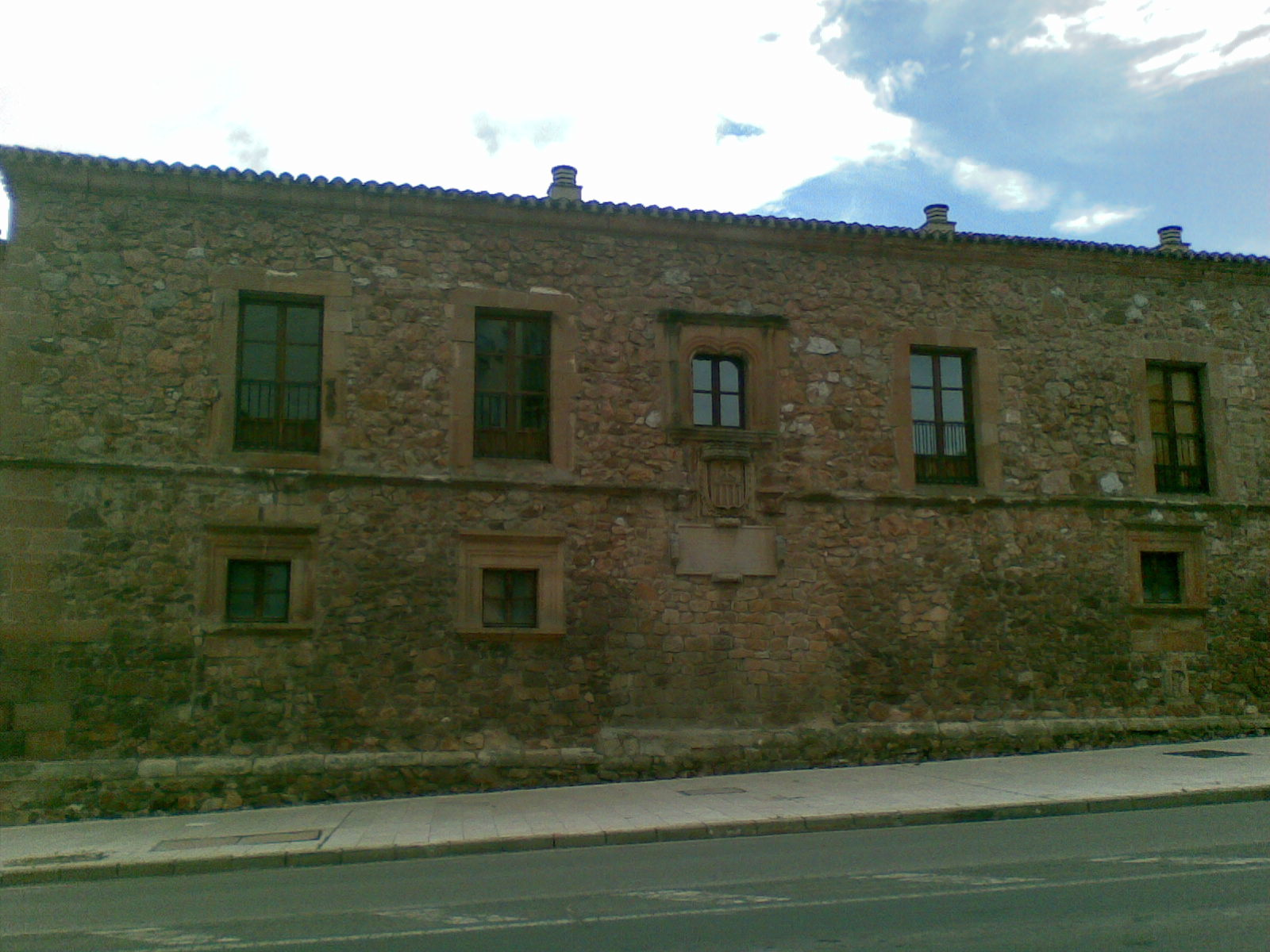
Convento de Nuestra Señora de la Merced, antigua sede de la Escuela de Empresariales.

La Escuela Universitaria de Estudios Empresariales se creó en 1995 teniendo su primera sede en la Plaza Mayor, compartiendo instalaciones con la Escuela de Relaciones Laborales. En el año 1997 se trasladó a la que fue su sede desde el curso académico 1997/98 hasta 2005/06, el antiguo convento de la Merced. En el año 2015 la escuela universitaria se transformó en facultad.
- Facultad de Ciencias Empresariales y del Trabajo

#### Facultad de Traducción e Interpretación
La Facultad de Traducción e Interpretación se fundó en 1996 como transformación de los antiguos estudios de Humanidades (Filosofía y Letras) del Colegio Universitario de Soria. Su sede fue el Colegio Universitario de Soria, antiguo convento de San Francisco, hasta el curso académico 2005/2006.
- Facultad de Traducción e Interpretación

Programa de grado
En el curso 2022-2023, el Campus de Soria ofertaba diez títulos de grado y un doble grado.
- Grado en Administración y Dirección de Empresas
- Grado en Educación Infantil
- Grado en Educación Primaria
- Grado en Ciencias de la Actividad Física y del Deporte
- Grado en Enfermería
- Grado en Fisioterapia
- Grado en Ingeniería Agraria y Energética
- Grado en Ingeniería Forestal: Industrias Forestales
- Grado en Relaciones Laborales y Recursos Humanos
- Grado en Traducción e Interpretación
- Grado en Relaciones Laborales y Recursos Humanos + Grado de Administración y Dirección de Empresas

### Programa de posgrado
En el curso 2014-2015, el Campus de Soria ofertaba tres títulos de máster y un doctorado.
- Máster en Traducción en Entornos Digitales Multilingües.
- Máster en Ingeniería de la Bioenergía y Sostenibilidad Energética
- Doctorado en Traductología, Traducción Profesional y Audiovisual

## Instalaciones

### Biblioteca
La Biblioteca del Campus de Soria cuenta con un fondo bibliográfico de 68.026 volúmenes.  Dispone de 278 puestos de lectura y 0 puestos de trabajo.

### Parque Científico-Tecnológico
Esta prevista la ampliación del campus en los próximos años con la creación de un parque científico-tecnológico que supondrá un importante refuerzo para la oferta universitaria de Soria. El citado parque llevará aparejada la implantación de un aula de postgrado.

### Alojamiento
La Residencia Universitaria “Fundación Duques de Soria” se ubica en el edificio del antiguo Convento de la Merced, sede de la Fundación Duques de Soria. Comparte espacios con las aulas de esta Fundación, y con el Aula Magna Tirso de Molina donde tienen lugar actos académicos y culturales, conciertos y conferencias, de indudable interés.
El edificio se encuentra a espaldas de la iglesia de Santo Domingo, perla del románico. Este edificio se construyó en el siglo XVI y durante casi dos años (1645-1647)fue morada sosegada de Tirso de Molina. La Residencia Universitaria inició su cometido el 29 de septiembre de 1997.

## Comunidad

### Estudiantes
En el curso 2022-2023, el Campus de Soria cuenta con 1.822 estudiantes.